# Eurycyde setosa
Eurycyde setosa is een zeespin uit de familie Ascorhynchidae. De soort behoort tot het geslacht Eurycyde. Eurycyde setosa werd in 1988 voor het eerst wetenschappelijk beschreven door Child. 